# Chiesa di San Pietro (Torralba)
La chiesa di San Pietro è un edificio religioso situato a Torralba, centro abitato della Sardegna nord-occidentale. Consacrata al culto cattolico è sede dell'omonima parrocchia e fa parte dell'arcidiocesi di Sassari.
La chiesa, edificata nel 1616, ma presenta forme tardogotiche "riciclate" dalla prima chiesa medievale (di cui è possibile ammirare il vecchio altare nel giardino)   è ubicata su un breve rialzo dell'abitato. Presenta una facciata in linee semplici, con portale timpanato sovrastato da un rosone, e copertura a doppio spiovente con croce apicale. 

L'aula interna è a navata unica sulla quale si affacciano alcune cappelle laterali. Custodisce un altare ligneo policromo con statue dei santi Pietro, Giuseppe e Sebastiano, un fonte battesimale e un’ancona settecentesca con dipinti su tavola dei secoli XV e XVI.
Aneddoti: In passato,la statua di San Pietro fu infatti motivo di dispute fra Borutta e Torralba,paesi confinanti e dunque sempre animati da un certo contendere territoriale e non solo. Da quanto raccontano gli anziani del paese, risulta che da questa lotta uscì vincitore Torralba che ottenne la statua del Santo, ma secondo altri racconti, fu Borutta quello che uscì meno danneggiato, avendo mantenuto il conosciutissimo Monastero di San Pietro di Sorres (sito nel territorio di Borutta).

## Festeggiamenti
Il santo patrono di Torralba è San Pietro e si festeggia il 29 giugno.